# تیمفو
تیمفو یا تیمپو (الفبای تبتی: ཐིམ་ཕུག།) پایتخت کشور بوتان است.

## جغرافیا
جمعیت این شهر بر اساس آمار سال 2017، برابر با 114,551 نفر بوده‌است که پرجمعیت‌ترین شهر در کشور به شمار می‌آید.

## پیشینه
این شهر با نام تاشی چوندزونگ در قرن دوازدهم میلادی بنا گردید.
خانه‌ها بیشتر اداره‌های دولتی و نیز اقامتگاه یک گروه راهبان بودایی بوده‌است.
شاه در کاخی در شمال شهر ساکن است و در بخش‌های دیگر، ساختمان‌ها به شیوه سنتی تنگاتنگ یکدیگر بنا شده‌اند.

## نمادها

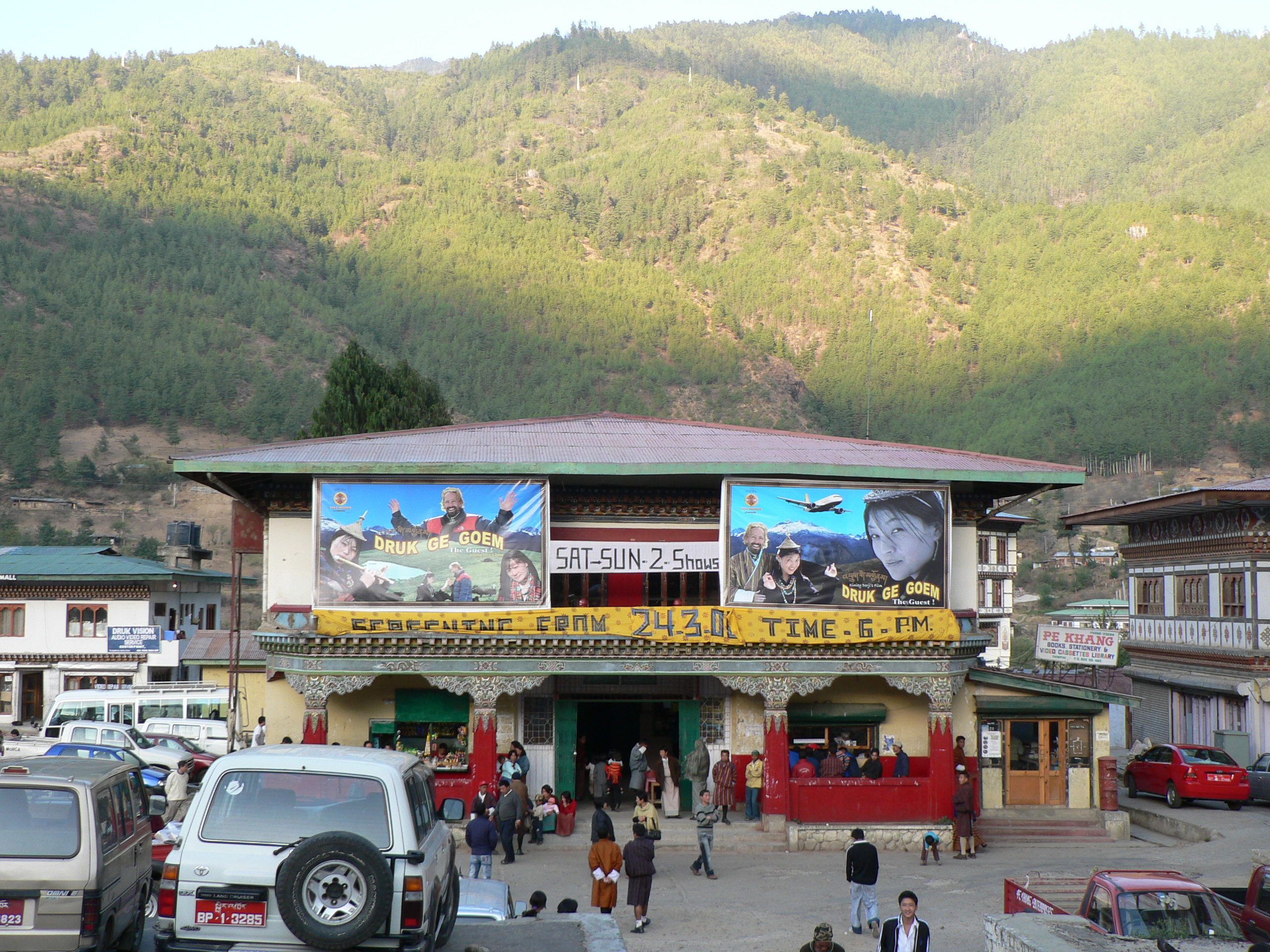
یک سینما در تیمفو

یکی از نمادهای معروف کشور بوتان و شهر تیمفو، تمبرهای ویژه‌ای است که توسط اداره پست ملی این کشور به چاپ می‌رسد و گردشگران و مجموعه‌داران زیادی را از سراسر دنیا برای دیدن و خرید آن‌ها به این شهر می‌کشاند.
این کشور به عنوان نخستین کشوری شناخته می‌شود که تمبرهای ارزنده را ارائه یا صادر کرده‌است.